# Chagamire Boldewijn
Chagamire Boldewijn (Paramaribo, 6 september 1996) is een Surinaams voormalig voetballer die speelde als verdediger.

## Carrière
Boldewijn maakte zijn debuut voor SV Transvaal in 2011 en speelde twee seizoenen voor de club. Hij speelde het seizoen erop voor SV Leo Victor waarmee hij in 2013/14 de beker won. Hij keerde voor een seizoen terug naar Transvaal, aan het einde van het seizoen maakte hij de overstap naar SV Voorwaarts. Hij speelde drie en een half seizoen voor hen en eindigde het seizoen 2018/19 bij SV Broki.
Hij speelde in 2016 een interland voor Suriname.

## Erelijst
- Surinaamse voetbalbeker: 2013/14